# 天野♥こころ
天野♥こころ（あまの こころ、1982年8月30日 - ）は、日本の元AV女優である。
岩手県宮古市出身。2000年代前半に活動した。
芸名の正確な表記は、「天野」と「こころ」の間にハートマーク（♥）が入る。

## 略歴
2001年10月、「天野美羽」の名前でグラビアデビュー。
同年12月、「天野♥こころ」として『とまどい』でアリスJAPAN（ジャパンホームビデオ）専属女優としてアダルトビデオデビューした。
芸名は、当時『トゥナイト2』（テレビ朝日）に出演していた北野誠が名付け親である。

その後セルビデオメーカーに移行し、SODクリエイトやMOODYZなどのレーベルで出演を重ねた。
2002年には、七瀬ななみ・沢口あすか・杏野るり・うさみ恭香と共にフォーミュラ・ニッポンのレースクイーン（SODレーシングギャルズ）としても活動（シーズン途中に上村ひなが引退したため、代わりに参加することとなった）。
2004年に引退した。

## 作品

### アダルトビデオ
2001年
- とまどい　（2001年12月28日、アリスJAPAN）

2002年
- 日だまりの恋　（2002年1月25日、アリスJAPAN）
- 恋の封印　（2002年2月22日、アリスJAPAN）
- えろごころ　（2002年3月22日、アリスJAPAN）
- 妹はガマンできない ラブラブナース　（2002年4月23日、バビロン）
- 濡れ若奥様えっち好き!!　（2002年5月31日、バビロン）
- いもうと　（2002年6月28日、VIP）
- 堕天使X　（2002年7月10日、バズーカ）
- スプラッシュ びしょ濡れマーメイド　（2002年8月16日、サマンサ）
- 24時間いつでもどこでもぶっかけザーメン 天野♥こころ　（2002年10月5日、SODクリエイト）
- 天野♥こころの超高級ソープ嬢　（2002年11月4日、SODクリエイト）

2003年
- SOD-racing gals レイプ　（2003年1月23日、SODクリエイト）
- ADハルナの接吻バトルロワイヤル 2nd BATTLE　（2003年2月6日、忠実堂）…オムニバス形式作品
- PURE　（2003年2月20日、SODクリエイト）
- レズ解禁SPECIAL　（2003年3月20日、ON / 忠実堂 （SODクリエイト））
- アナル解禁　（2003年4月19日、ON / 忠実堂 （SODクリエイト））
- 天使のこころ♥　（2003年6月5日、SODクリエイト）
- イカせ超高級ホスト倶楽部　（2003年6月20日、SODクリエイト）
- ゴックンバズーカ　150連発SPECIAL2003　（2003年7月19日、ON / 青木達也 （SODクリエイト））
- オナニーのお手伝いしてあげる。& 童貞狩り SODスペシャル 天野♥こころ編　（2003年8月3日、SODクリエイト）
- オナニーのお手伝いしてあげる。& 童貞狩り SODスペシャル 明日香編　（2003年8月3日、SODクリエイト）
- THE ガマンドラマ　天野♥こころの女教師探偵　（2003年9月19日、SODクリエイト）
- こんな彼女が欲しかった 2　（2003年10月18日、SODクリエイト）
- 第1回天野♥こころのファン感謝デー＋SEX付　（2003年11月6日、SODクリエイト）
- 第1回天野♥こころのファン感謝デー MAX SPECIAL　（2003年11月20日、SODクリエイト）
- 天野♥こころの超高級風俗体験　（2003年12月18日、SODクリエイト）

2004年
- The Entertainment Special Edition　（2004年2月19日、SODクリエイト）
- ぶっ壊しアナル　（2004年3月18日、ON / 菊淋 （SODクリエイト））
- ドリーム学園 9　（2004年4月15日、KILLER （MOODYZ））
- ドリームウーマン×ザーメン酔拳 DX5　（2004年5月15日、Legend（MOODYZ））
- 使い捨てM奴隷 6　（2004年6月15日、Legend （MOODYZ））
- 黒人とセックス、デジタルモザイク　（2004年7月15日、Legend （MOODYZ））
- 新任♥女教師 中出し20連発　（2004年8月5日、アイエナジー）
- 黒人と痴女と乱交 南波杏×天野♥こころ　（2004年9月15日、KILLER （MOODYZ））
- 美少女ヒロイン コスプレンジャー　（2004年12月4日、アイエナジー）

### イメージビデオ
- はじめまして。 （美少女EROS恋写館 104）　（2001年11月16日、バウハウス）

### オリジナルビデオ
- 触手 狙われた通勤電車　（2002年7月25日、ENGEL）

## 出演

### テレビドラマ
- 土曜ワイド劇場 混浴露天風呂連続殺人 21　（2001年12月15日、テレビ朝日）

### ラジオ
- 真夜中のレースクイーン（2002年4月 - 10月、文化放送）
  - 真夜中のVクイーン（2002年11月 - 2003年3月、文化放送）

## 書籍

### 写真集
- kokoro癒しの天使（2001年11月30日、バウハウス、撮影：中村誠作）ISBN 978-4894616592
- こころ・イキ（2002年11月、彩文館出版、撮影：野川イサム）ISBN 978-4916115959